# 封鎖
封鎖（ふうさ、英語:Blockade）は、ある地域において、交通や通信など外部へアクセスする、または外部からアクセスする手段を強制的に遮断して隔離すること。国家などの公権力による場合が多く、警察や軍事、経済など国家権力の関わる分野で用いられる。また、英語のBlockadeは、交通の障害や不通、医学では薬物などによる生理的機能の遮断を意味する。

## 軍事
軍事でいう封鎖は、施設の使用、貿易、船舶・車両の通行などを武力により遮断することをいう。主に海軍関連で用いられる事が多い。
- 防鎖 ： 軍艦が川などに入れないように張られた頑丈な鎖
- 封鎖突破船（英：Blockade runner）
- ベルリン封鎖（ロシア語Блокада Западного Берлина、英語・ドイツ語: Berlin Blockade）

## 経済封鎖

### 経済制裁
経済制裁を「経済封鎖」ともいう。

### 大陸封鎖令
なお、ナポレオン・ボナパルトによるイギリスを封じ込めるための経済封鎖命令を日本では慣習的に「大陸封鎖令」と呼ぶが、原語はフランス語でDécret de Berlinといい、Blockade（フランス語：Blocus）ではない。
Décret（デクレ）は勅令の意味で、ベルリンで出されたのでベルリン勅令というのが正確である（英語でもBerlin Decreeという）。

## 関連作品
- 踊る大捜査線 THE MOVIE 2 レインボーブリッジを封鎖せよ!